# 蒼木裕心
蒼木 裕心（あおき ゆうじん、1974年2月10日 - ）は、日本の男性声優、ナレーター、舞台俳優。群馬県出身。身長 175cm。体重 64kg。血液型 B型。

## 略歴
- 東京アナウンス学院放送声優科卒業[1]。一時期、「沖田 蒼樹」（おきた そうじゅ）の名義で活動。
- 以前は劇団吟遊詩人[1]、ゆーりんプロ[1]に所属していたが、現在はフリー[1]。
- 株式会社コムワークスに声のみ預かり[1]。コムワークスでは「小菅 裕治」（こすげ ゆうじ）の名義で当初は活動していた。

## 出演

### テレビアニメ
1997年
- あずみマンマ・ミーア（カップル男、ユウキ、龍之介のパパ）
- VIRUS ‐VIRUS BUSTER SERGE‐（看守）
- 金田一少年の事件簿（1997年 - 1998年、倉田壮一、大沢貴志、榎戸あきら）
- 深海伝説MEREMANOID（1997年 - 1998年、兵士、魔導霊士、百目組B、マーイーグル1、兵士、マーライオン兵、バーズ兵B）
- HARELUYA II BØY（不良 参、キラーたち、客、不良 四、野球部員たち、ヘルズベイビーズ、客たち）

1998年
- サイレントメビウス（UEXUSのマスター）
- SHADOW SKILL -影技-（係員、通行人B、兵2、兵）
- ひみつのアッコちゃん（肉屋、TVアナウンサー、捕獲係、肉屋のあんちゃん）※第3作
- 魔術士オーフェン（牢番）※第1期
- 魔法のステージファンシーララ（MC男、岡本、司会者）

1999年
- 南海奇皇(ネオランガ) セカンドシーズン（実況アナ、AD）※第2期

2000年
- メダロット（マリンキラー）

### 劇場アニメ
- 人狼 JIN-ROH（2000年）

### OVA
- アイドルプロジェクト（宇宙人）
- ジオブリーダーズ 魍魎遊撃隊 File-X ちびねこ奪還（隊長猫）
- ぶっとび!!CPU（店員）
- ベイビィ★LOVE（堰上コウ）

### ナレーション
- CS ドキュメンタリー番組ナレーション（多数）
- テレビCM（多数）
- ラジオCM（多数）
- ケーブルテレビ番組ナレーション（多数）
- JCOM 熊谷ベアーズチャンネル

### 舞台
- 出演多数